# Романов, Анатолий Петрович
Анатолий Петрович Романов (7 февраля 1940 — 8 октября 2021) — советский хоккеист, защитник. Мастер спорта СССР. Заслуженный тренер России.

## Биография
Начинал играть в куйбышевских командах «Труд» (1959/60) и СКВО / СКА (1959/60 — 1962/63). В чемпионате СССР в сезонах 1961/62 — 1962/63 провёл 73 матча, забил восемь шайб. В дальнейшем играл за команды СК им. Урицкого (Казань) (1963/64 — 1967/68), «Манометр» Казань (1968/69), «Нефтяник» Лениногорск (1968/69 — 1971/72).
Работал в хоккейной школе «Ак Барса». Среди воспитанников — Денис Архипов, Лев Трифонов.